# Bay Of Islands Coastal Park
Bay Of Islands Coastal Park är en park i Australien. Den ligger i kommunen Moyne och delstaten Victoria, omkring 210 kilometer sydväst om delstatshuvudstaden Melbourne. Bay Of Islands Coastal Park ligger 37 meter över havet.
Trakten är glest befolkad. Närmaste större samhälle är Port Campbell, omkring 20 kilometer öster om Bay Of Islands Coastal Park. 
Genomsnittlig årsnederbörd är 1 017 millimeter. Den regnigaste månaden är augusti, med i genomsnitt 136 mm nederbörd, och den torraste är februari, med 25 mm nederbörd.